# Chimarra juliae
Chimarra juliae is een schietmot uit de familie Philopotamidae. De soort komt voor in het Neotropisch gebied.